# Doc (serie de televisión de 2025)
Doc es una serie de televisión de drama médico estadounidense basada en la serie italiana Doc - Nelle tue mani. Se estrenó el 7 de enero de 2025 a través de Fox. En febrero de 2025, la serie fue renovada para una segunda temporada.

## Trama
La doctora Amy Larsen, jefa de medicina interna del ficticio Hospital Westside de Minneapolis, sufre una lesión cerebral traumática en un accidente automovilístico que le hace perder la memoria de los últimos ocho años. Lucha por reanudar su carrera médica y construir una nueva vida después de los acontecimientos que no puede recordar, que incluyen el divorcio de su marido y una tragedia que la hizo apartar a los demás.

## Reparto

### Principales
- Molly Parker como la Dra. Amy Elias
- Omar Metwally como el Dr. Michael Hamda
- Amirah Vann como Gina Walker
- Jon-Michael Ecker como Jake Heller
- Anya Banerjee como Sonya Maitra

### Recurrentes
- Scott Wolf como Richard Miller
- Patrick Walker como Theodore «TJ» Coleman

## Episodios
| N.º | Título                             | Dirigido por     | Escrito por                                          | Fecha de emisión original | Audiencia (millones) |
| --- | ---------------------------------- | ---------------- | ---------------------------------------------------- | ------------------------- | -------------------- |
| 1   | «If at First You Don't Succeed...» | Rebecca Thomas   | Barbie Kligman                                       | 7 de enero de 2025        | 2.22                 |
| 2   | «...Try Try Again»                 | Rebecca Thomas   | Barbie Kligman                                       | 14 de enero de 2025       | 2.52                 |
| 3   | «Day One»                          | Russell Lee Fine | Guion de: Hank Steinberg Historia de: Barbie Kligman | 21 de enero de 2025       | 2.33                 |
| 4   | «One Small Step»                   | Debs Paterson    | Judith McCreary                                      | 28 de enero de 2025       | 2.08                 |
| 5   | «He Ain't Heavy»                   | Marisol Adler    | Hank Steinberg y Mark Bianculli                      | 4 de febrero de 2025      | 2.14                 |
| 6   | «Once More, with Feeling»          | Amanda Row       | Katie Varney                                         | 11 de febrero de 2025     | 2.28                 |
| 7   | «Secrets and Lies»                 | Russell Lee Fine | Judith McCreary                                      | 18 de febrero de 2025     | 2.45                 |
| 8   | «Man Plans»                        | Jono Oliver      | Mark Bianculli                                       | 25 de febrero de 2025     | 2.48                 |
| 9   | «What Goes Up...»                  | Nicole Rubio     | Katie Varney                                         | 11 de marzo de 2025       | 2.46                 |
| 10  | «...Must Come Down»                | Michael Goi      | Barbie Kligman                                       | 18 de marzo de 2025       | 2.38                 |

## Producción

### Desarrollo
El 16 de febrero de 2023, Fox anunció que estaba desarrollando una adaptación de la serie de la Rai 1 Doc - Nelle tue mani, la serie original italiana en la que se basa la serie fue creada por Francesco Arlanch y Viola Rispoli. El 3 de abril de 2023, se anunció que la adaptación ha sido elegida para una serie completa. La serie ha sido creada por Barbie Kligman, que también se encargará de la producción ejecutiva junto a Hank Steinberg y Erwin Stoff. Las productoras involucradas en la serie son 3 Arts Entertainment, Fox Entertainment Studios y Sony Pictures Television. Doc se ha trasladado a la temporada 2024-25 debido a los retrasos en la producción relacionados con las huelgas en Hollywood. El 26 de febrero de 2025, Fox renovó la serie para una segunda temporada de 22 episodios. Es el primer drama de Fox que recibe un pedido de temporada de 22 episodios desde The Resident durante la temporada televisiva 2021-22.

### Selección de reparto
El 19 de diciembre de 2023, Molly Parker fue elegida para interpretar a la Dra. Amy Elias en el papel principal. El 4 de marzo de 2024, Omar Metwally, Amirah Vann, Jon-Michael Ecker y Anya Banerjee fueron elegidos para papeles principales de la serie, y Scott Wolf y Patrick Walker aparecerán de forma recurrente en la serie.

### Rodaje
El rodaje comenzó en marzo de 2024 en Toronto, Canadá.

## Emisión
Doc se estrenó el 7 de enero de 2025 a través de Fox.

## Recepción

### Respuesta crítica
En el sitio web del agregador de reseñas Rotten Tomatoes la serie tiene un índice de aprobación del 44%, basándose en 9 reseñas con una calificación media de 4.1/10. En Metacritic, tiene una puntuación media ponderada de 58 de 100, basada en 8 reseñas, indicando reseñas «mixtas o promedio».

### Audiencia
| N.º | Título                             | Fecha de emisión      | ÍA (18–49) | Audiencia (millones) | DVR (18–49) | Audiencia DVR (millones) | Total (18–49) | Audiencia total (millones) | Ref(s) |
| --- | ---------------------------------- | --------------------- | ---------- | -------------------- | ----------- | ------------------------ | ------------- | -------------------------- | ------ |
| 1   | «If at First You Don't Succeed...» | 7 de enero de 2025    | 0.2/2      | 2.22                 | 0.1         | 1.99                     | 0.3           | 4.16                       | [ 5 ]  |
| 2   | «Try Try Again»                    | 14 de enero de 2025   | 0.3/3      | 2.52                 | 0.2         | 2.38                     | 0.4           | 4.90                       | [ 6 ]  |
| 3   | «Day One»                          | 21 de enero de 2025   | 0.2/3      | 2.33                 | 0.1         | 2.36                     | 0.4           | 4.69                       | [ 7 ]  |
| 4   | «One Small Step»                   | 28 de enero de 2025   | 0.2/3      | 2.08                 | 0.2         | 2.41                     | 0.4           | 4.57                       | [ 8 ]  |
| 5   | «He Ain't Heavy»                   | 4 de febrero de 2025  | 0.2/3      | 2.14                 | 0.2         | 2.28                     | 0.4           | 4.42                       | [ 9 ]  |
| 6   | «Once More, with Feeling»          | 11 de febrero de 2025 | 0.3/3      | 2.28                 | 0.1         | 2.17                     | 0.4           | 4.44                       | [ 10 ] |
| 7   | «Secrets and Lies»                 | 18 de febrero de 2025 | 0.3/4      | 2.45                 | 0.2         | 2.31                     | 0.5           | 4.76                       | [ 11 ] |
| 8   | «Man Plans»                        | 25 de febrero de 2025 | 0.3/4      | 2.48                 | 0.2         | 2.11                     | 0.4           | 4.59                       | [ 12 ] |
| 9   | «What Goes Up...»                  | 11 de marzo de 2025   | 0.2/3      | 2.46                 | 0.2         | 2.21                     | 0.4           | 4.67                       | [ 13 ] |
| 10  | «...Must Come Down»                | 18 de marzo de 2025   | 0.3/4      | 2.38                 | 0.1         | 2.16                     | 0.4           | 4.54                       | [ 14 ] |